# سانتا کلاریتا (کالیفرنیا)
سانتا کلاریتا (به انگلیسی: Santa Clarita) شهری در شهرستان لس‌آنجلس، کالیفرنیا ایالت کالیفرنیا است که در سرشماری سال ۲۰۱۰ میلادی، ۱۷۶۳۲۰ نفر جمعیت داشته‌است.